# Dyngja
Dyngja är en kulle i republiken Island. Den ligger i regionen Austurland, 300 km öster om huvudstaden Reykjavík. Toppen på Dyngja är 711 meter över havet. Dyngja ingår i Dyngjufjallgarður.
Trakten runt Dyngja är nära nog obefolkad, med mindre än två invånare per kvadratkilometer. Det finns inga samhällen i närheten. Trakten runt Dyngja är ofruktbar med lite eller ingen växtlighet.